# Super 16 millimetri

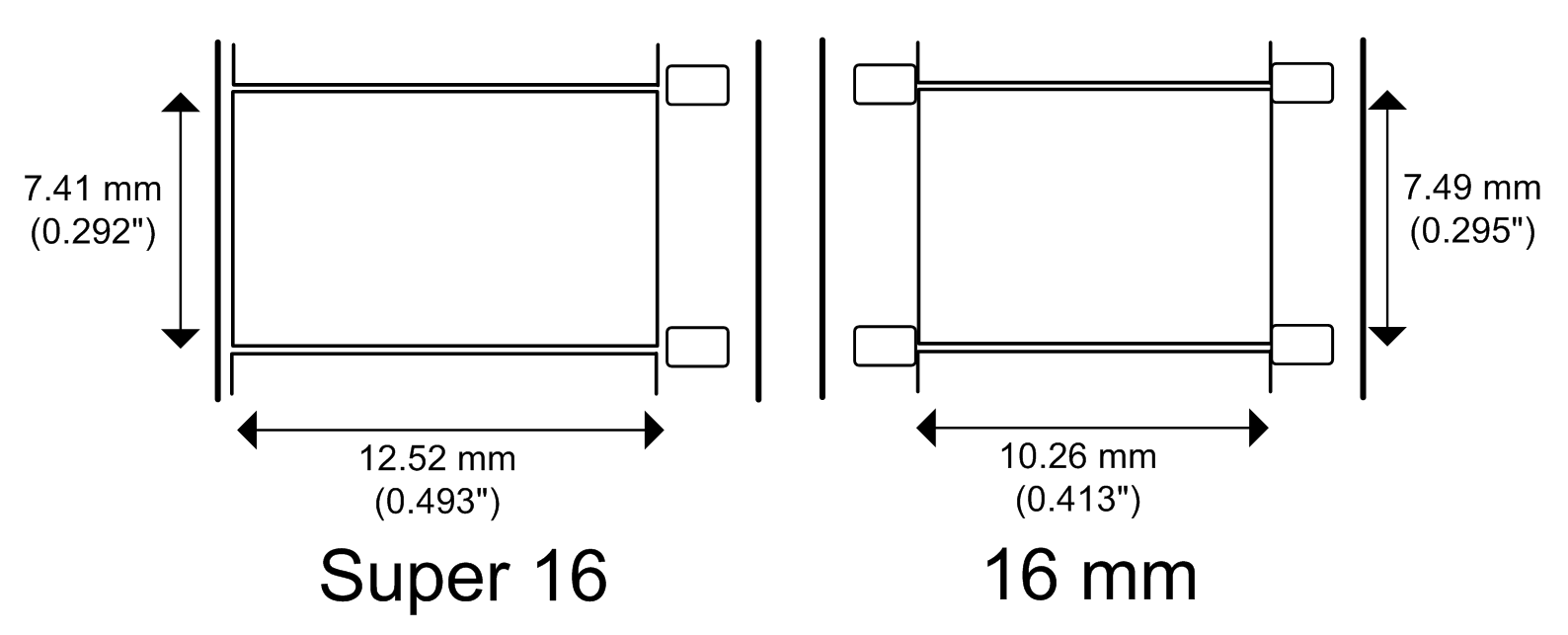
Super 16 millimetri e 16 millimetri

Il Super 16 millimetri è un formato cinematografico, diretta evoluzione del 16 millimetri. Fu introdotto nel 1970.

## Formato
La pellicola è monoperforata, ma lo spazio dove troverebbe posto la traccia audio è occupato dal fotogramma che quindi è più grande rispetto al 16 mm sonoro. In questo modo, oltre a una maggiore resa, il fotogramma 16 mm ha un rapporto d'aspetto di 1,66:1 (European Flat), molto vicino al formato panoramico 16:9 (o 1,78:1) in uso sui moderni televisori e al più cinematografico 1,85:1 (Academy Flat).
Il super 16 mm è adoperato solo in ripresa perché è destinato o ad essere "gonfiato" in 35 mm, oppure al telecinema. Se le riprese richiedono una registrazione sincronizzata dal vivo, sulla pellicola viene impresso un particolare segnale di codifica, detto timecode, utile alla sincronizzazione immagine/suono in fase di lavorazione.
Molte cineprese di produzione più recente possono usare sia il 16 mm che il super 16 mm, con un semplice aggiustamento del mascherino e una diversa centratura dell'asse ottico.